# Jadwiga Jankowska-Cieślak

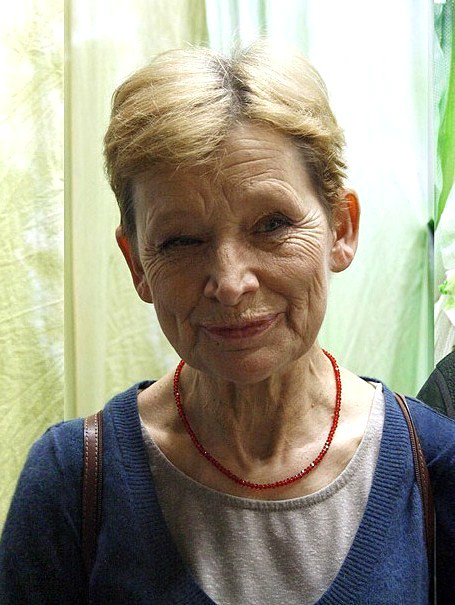
Jadwiga Jankowska-Cieślak (2015)

Jadwiga Jankowska-Cieślak (* 15. Februar 1951 in Danzig; † 15. April 2025 in Warschau; eigentlich Aleksandra Jankowska-Cieślak) war eine polnische Schauspielerin. Die Theaterdarstellerin trat seit Anfang der 1970er Jahre in über 40 Film- und Fernsehrollen, überwiegend Dramen, in Erscheinung. Für Károly Makks und János Xantus’ Spielfilm Der andere Blick (1982) erhielt sie den Darstellerpreis der Internationalen Filmfestspiele von Cannes.

## Leben
Jadwiga Jankowska-Cieślak nahm nach ihrer Schulausbildung Schauspielunterricht bei Jadwiga Marso. Sie studierte von 1972 bis 1973 an der Staatlichen Hochschule für Theater (PWST) in Warschau und feierte 1973 ihr Bühnendebüt. Während Jankowska-Cieślak seit 1972 zum Ensemble des Dramatischen Theaters in Warschau gehörte, begann sie parallel zu ihrer Theaterkarriere in Filmproduktionen aufzutreten. 1972 feierte sie ihr Filmdebüt in Diese Liebe muß man töten von Janusz Morgenstern, der von den Warschauer Behörden sechs Jahre für den Westen gesperrt wurde. In der ironisch-sozialkritischen Geschichte ist sie als junge und hoffnungslose Krankenschwester zu sehen, der weder Erfolg im Beruf noch in der Liebe beschieden ist. Weitere Film- und Fernsehrollen folgten, darunter Krzysztof Zanussis und Edward Żebrowskis Nachtdienst (1975). Den Durchbruch als Filmschauspielerin markierte das Jahr 1977, als sie in Andrzej Kostenkos Melodram Mit sich allein auftrat. Der Part der Soziologiestudentin Ania, die sich in der Modewelt verliert, brachte Jankowska-Cieślak im selben Jahr den Darstellerpreis auf dem Polnischen Filmfestival Gdynia ein.
Einem weltweiten Publikum wurde die polnische Künstlerin durch die Zusammenarbeit mit Károly Makk und János Xantus bekannt. Die beiden ungarischen Filmregisseure vertrauten ihr 1982 die Hauptrolle der engagierten Journalistin Eva in ihrem Drama Der andere Blick an. Vor den Nachwehen des Ungarischen Volksaufstands angesiedelt, versucht die wenig regimetreue Eva politische Missstände aufzudecken und verliebt sich in ihre verheiratete Arbeitskollegin Livia (gespielt von der Polin Grażyna Szapołowska). Die aufkeimende Liebesbeziehung wird jedoch von Livias eifersüchtigem Ehemann zerstört, der seine Frau niederschießt, während Eva beim Versuch ums Leben kommt, Ungarn über die jugoslawische Grenze zu verlassen. Durch den Film, der auf einer wahren Begebenheit basiert, gewann Jadwiga Jankowska-Cieślak die Gunst der internationalen Kritiker. Die New York Times lobte sie für ihr „zähes, unverwüstliches Auftreten, das auch eine verschmitzte und verführerische Seite enthalte“ und Der andere Blick brachte ihr als erste polnische Schauspielerin den Darstellerpreis auf den Filmfestspielen von Cannes ein, wo sie gegen so renommierte Kolleginnen wie Sissy Spacek (Vermißt) oder Glenda Jackson (Schatten der Vergangenheit) triumphierte. Mit János Xantus arbeitete sie vier Jahre später erneut in Hülyeség nem akadály (1986) zusammen, einer der wenigen Komödien, in der Jankowska-Cieślak auftrat, doch weder mit diesem Film noch mit Maciej Dejczers 300 Meilen bis zum Himmel konnte sie an die früheren Erfolge anknüpfen. In Dejczers Drama mimt sie eine Mutter, die mit ihrem Kind aus dem kommunistischen Polen nach Dänemark flüchtet. Sie blieb Film und Fernsehen auch in den 1990er Jahren und den nachfolgenden Jahrzehnten verbunden. Ihr diesbezügliches Schaffen umfasst mehr als 70 Produktionen, zuletzt war sie 2023 in drei Folgen der Serie Sortownia zu sehen.
Neben ihrer Karriere im Film trat Jankowska-Cieślak regelmäßig auf polnischen Theaterbühnen in Erscheinung. Sie war von 1972 bis 1983, von 1987 bis 1988 und von 1994 bis 2008 Ensemblemitglied am Dramatischen Theater in Warschau. Seit 2009 war sie Ensemblemitglied des Warschauer Teatr Ateneum. Weitere Engagements führten sie an das Nowy-Theater in Łódź (1988–1990) und an das Große Theater in Warschau (1990–1994). Ende der 1990er Jahre stellte sich mit Mirosław Dembińskis Filmdrama Wezwanie wieder der Erfolg im polnischen Kino ein, dem weitere Kritikererfolge wie Małgorzata Szumowskas Szczęśliwy człowiek (2001) oder Michał Rosas Co słonko widziało (2006) folgten. 2008 arbeitete Jankowska-Cieślak erneut mit Rosa an Rysa zusammen, in dem sie an der Seite von Krzysztof Stroiński agiert. Das Psychodrama, das auf wahren Ereignissen basiert, stellt eine Krakauer Universitätslehrerin in den Mittelpunkt, die erkennen muss, dass die polnische Staatssicherheit vor mehr als 40 Jahren die glückliche Ehe der Frau gestiftet hat. Für den Part der Joanna Kocjan wurde sie 2009 erstmals mit dem Polnischen Filmpreis ausgezeichnet.
2007 wurde Jadwiga Jankowska-Cieślak der Orden Polonia Restituta (Ritterkreuz) verliehen. 2009 erhielt sie die Gloria-Artis-Medaille für kulturelle Verdienste in Gold als Verdienter der polnischen Kultur.

## Filmografie (Auswahl)
- 1972: Diese Liebe muß man töten (Trzeba zabić tę miłość)
- 1974: Schicksale am Kreuzweg (Nagrody i odznaczenia)
- 1977: Mit sich allein (Sam na sam)
- 1977: Madame Bovary, das bin ich (Pani Bovary to ja)
- 1982: Der andere Blick (Egymásra nézve)
- 1989: 300 Meilen bis zum Himmel (300 mil do nieba)
- 1996: Wezwanie
- 1998: Paula und das Glück
- 2000: Szczęśliwy człowiek
- 2005: Oda do radości
- 2006: Co słonko widziało
- 2008: Rysa
- 2009: Der Kalmus (Tatarak)
- 2009: Demakijaż
- 2011: Instynkt (Fernsehserie; Folge: Wiatr we wlosach)

## Auszeichnungen
Polnischer Filmpreis
- 2002: nominiert als Beste Hauptdarstellerin für Szczęśliwy człowiek
- 2007: nominiert als Beste Nebendarstellerin für Co słonko widziało
- 2009: Beste Hauptdarstellerin für Rysa

Polnisches Filmfestival Gdynia
- 1977: Beste Darstellerin für Mit sich allein
- 1997: Beste Hauptdarstellerin für Wezwanie
- 2008: Lobende Erwähnung für Rysa

Internationale Filmfestspiele von Cannes
- 1982: Beste Darstellerin für Der andere Blick